# Juan de Miralles
Juan de Miralles y Trayllon (Petrel, Alicante, 23 de julio de 1713-Morristown, Nueva Jersey, 30 de abril de 1780) fue un comerciante español establecido en La Habana en 1740, diplomático en los Estados Unidos y mensajero del Congreso Continental.

## Biografía
Sus padres fueron D. Juan de Miralles, capitán de Infantería, y Dª Gracia Trayllon (o Trailhon), natural de Arbus (Arabus en el Bearn francés). 
En 1728, a los quince años, Juan de Miralles se trasladó con su familia a Francia, donde permaneció hasta 1732, año en que volvió a España. En 1740 desembarca en La Habana, contando con un capital de 8.500 pesos. Cuatro años después se casó con María Josefa Eligio de la Puente y González-Cabello, hija de una de las familias más acaudaladas de Cuba.
Fue amigo personal de George Washington, al punto de fallecer mientras se trasladaba para visitarlo desde La Habana hasta Nueva Jersey en 1780, con 66 años de edad. Los servicios que efectuó fueron claves para la posterior independencia de las 13 colonias. Al morirse, se le honró con un funeral militar del Ejército de los Estados Unidos de América, pese a que este no era aún reconocido internacionalmente como país soberano.